# Sebastiaan Weenink
Sebastiaan Weenink, né le 27 août 1986 à Rotterdam, est un joueur de squash représentant les Pays-Bas. Il atteint en août 2015 la 82e place mondiale sur le circuit international, son meilleur classement. Il est champion des Pays-Bas en 2015.

## Palmarès

### Titres
- Championnats des Pays-Bas : 2015

### Finales
- Championnats d'Europe par équipes : 2007